# Lyssjanka
Lyssjanka (ukrainisch Лисянка; russisch Лысянка, polnisch Łysianka) ist eine Siedlung städtischen Typs in der ukrainischen Oblast Tscherkassy.

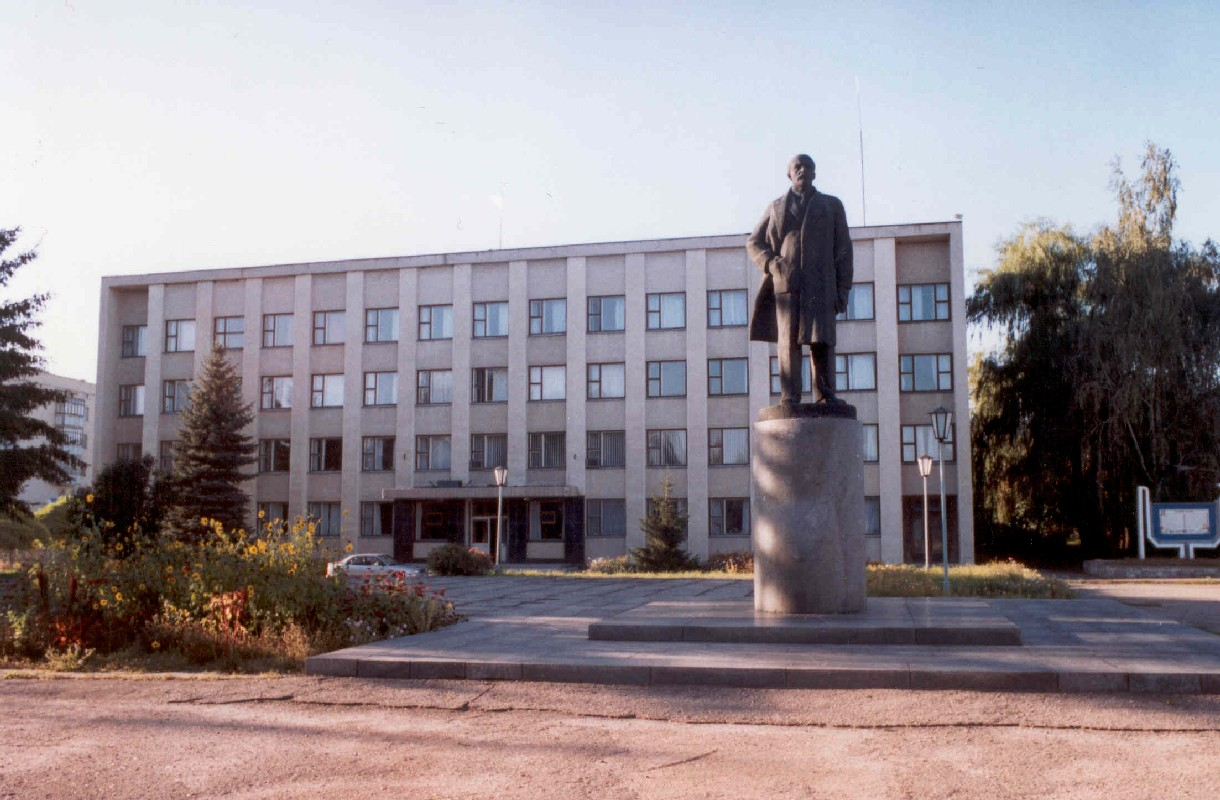
Friedensplatz mit Lenindenkmal

Lyssjanka hat etwa 8000 Einwohner und war bis Juli 2020 das Verwaltungszentrum des Rajons Lyssjanka, zu dem noch 38 umliegende Dörfer gehören.
Lyssjanka liegt, wie die etwa 20 km südöstlich gelegene nächste größere Stadt Swenyhorodka, an dem Fluss Hnylyj Tikytsch, einem Nebenfluss der Synjucha.

## Geschichte
Der Ort wurde 1593 zum ersten Mal schriftlich erwähnt, 1622 erhielt die Siedlung das Magdeburger Stadtrecht zugesprochen. 1674 fand beim Ort die Schlacht bei Lisianka statt, seit 1965 hat der Ort den Status einer Siedlung städtischen Typs.

## Verwaltungsgliederung
Am 5. Oktober 2018 wurde die Siedlung zum Zentrum der neugegründeten Siedlungsgemeinde Lyssjanka (ukrainisch Лисянська селищна громада/Lyssjanska selyschtschna hromada), zu dieser zählten auch die 5 Dörfer Daschukiwka, Pyssariwka, Potschapynzi, Schesterynzi und Wereschtschaky, bis dahin bildete sie die gleichnamige Siedlungsratsgemeinde Lyssjanka (Лисянська селищна рада/Lyssjanska selyschtschna rada) im Osten des Rajons Lyssjanka.
Am 12. Juni 2020 kamen noch weitere 14 in der untenstehenden Tabelle aufgelistete Dörfer zum Gemeindegebiet.
Am 17. Juli 2020 kam es im Zuge einer großen Rajonsreform zum Anschluss des Rajonsgebietes an den Rajon Swenyhorodka.
Folgende Orte sind neben dem Hauptort Lyssjanka Teil der Gemeinde:
| Name                     | Name             | Name                                |
| ukrainisch transkribiert | ukrainisch       | russisch                            |
| ------------------------ | ---------------- | ----------------------------------- |
| Bojarka                  | Боярка           | Боярка                              |
| Budyschtsche             | Будище           | Будище (Budischtsche)               |
| Chyschynzi               | Хижинці          | Хижинцы (Chischinzy)                |
| Daschukiwka              | Дашуківка        | Дашуковка (Daschukowka)             |
| Dibriwka                 | Дібрівка         | Дибровка (Dibrowka)                 |
| Hanschaliwka             | Ганжалівка       | Ганжаловка (Ganschalowka)           |
| Orly                     | Орли             | Орлы                                |
| Petriwka-Popiwka         | Петрівка-Попівка | Петровка-Поповка (Petrowka-Popowka) |
| Petriwska Huta           | Петрівська Гута  | Петровская Гута (Petrowskaja Guta)  |
| Potschapynzi             | Почапинці        | Почапинцы (Potschapinzy)            |
| Pyssariwka               | Писарівка        | Писаревка (Pissarewka)              |
| Schesterynzi             | Шестеринці       | Шестеринцы (Schesterinzy)           |
| Schurschynzi             | Журжинці         | Журжинцы (Schurschinzy)             |
| Schuschkiwka             | Шушківка         | Шушковка (Schuschkowka)             |
| Semeniwka                | Семенівка        | Семёновка (Semjonowka)              |
| Smiltschynzi             | Смільчинці       | Смельчинцы (Smeltschinzy)           |
| Tschaplynka              | Чаплинка         | Чаплинка (Tschaplinka)              |
| Tschesniwka              | Чеснівка         | Чесновка (Tschesnowka)              |
| Wereschtschaky           | Верещаки         | Верещаки (Wereschtschaki)           |

## Söhne und Töchter der Stadt
- Ivan Śleszyński (1854–1931); polnisch-russischer Mathematiker und mathematischer Logiker
- Leo Birinski (1884–1951); Dramatiker, Drehbuchautor und Filmregisseur jüdischer Herkunft